# Тизяков, Александр Иванович
Алекса́ндр Ива́нович Тизяко́в (10 декабря 1926, дер. Новое Иванаево, Татарская АССР — 25 января 2019, Екатеринбург) — советский политический и общественный деятель. Президент Ассоциации госпредприятий и объединений промышленности, строительства, транспорта и связи СССР (1989—1991), заместитель председателя Научно-промышленного союза (1990—1991), кандидат экономических наук. Член ГКЧП.

## Биография
В 1943—1950 годах служил в армии; участник Великой Отечественной войны. В 1950—1953 гг. работал на Уралхиммаше: слесарем, мастером. В 1953—1956 гг. — инструктор Свердловского обкома ВЛКСМ, комсорг ЦК ВЛКСМ на Всесоюзной стройке Свердловского завода железобетонных конструкций.
В 1958 году закончил Уральский политехнический институт им. С. М. Кирова, инженер-металлург.
С 1956 года работал в НПО «Машиностроительный завод имени М. И. Калинина» (Свердловск): технолог, секретарь парткома НПО (1962—1964), заместитель главного инженера (1964—1974), главный инженер (1974—1977), генеральный директор (1977—1988), генеральный директор — научный руководитель (1988—1991).
Президент Ассоциации государственных предприятий и объектов промышленности, строительства, транспорта и связи СССР (1989—1991). В этой должности имел полномочия заместителя главы правительства СССР. Вице-президент Научно-промышленного союза СССР (1990—1991).
В июле 1991 года подписал обращение «Слово к народу». Член КПСС (в 1991 году постановлением Бюро Президиума Центральной ревизионной комиссии КПСС за организацию государственного переворота из партии исключён, но в мае 1993 года после снятия запрета с деятельности первичных организаций КПСС-КП РСФСР это решение было признано Советом СКП-КПСС «политически ошибочным и неправомерным по существу»).
Член ГКЧП с 18 по 21 августа 1991 года. Прокуратурой СССР по обвинению в антигосударственном заговоре в отношении Тизякова А. И. возбуждено уголовное дело, произведён арест. Обвинялся по статье 64 Уголовного кодекса РСФСР (измена родине).
Освобождён из-под стражи в январе 1993 года. Амнистирован Госдумой ФС РФ в феврале 1994 года. Соучредитель АОЗТ «Антал» (машиностроение) и страховой компании «Северная казна», учредитель ООО «Видикон» (производство ДСП) и компании «Фиделити» (производство товаров народного потребления). Возглавлял совет директоров инвестиционно-трастовой компании «Новые технологии». Президент российско-киргизского предприятия «Технология», научный руководитель ООО «Наука-93».
Член КПРФ.
Избирался депутатом Свердловского областного совета 19-го (1985—1987) и 20-го (1987—1990) созывов. Был членом Экспертного совета при Правительстве Российской Федерации, членом Технического совета при губернаторе Свердловской области.
Ушёл из жизни 25 января 2019 года в Екатеринбурге на 93-м году жизни.
Похоронен 29 января на Широкореченском кладбище Екатеринбурга.

## Награды
- орден «Знак Почёта» (1966)[3]
- орден Трудового Красного Знамени (1976)[3]
- заслуженный авиастроитель (1978)
- орден Октябрьской Революции (1981)[3]
- лауреат Государственной премии СССР (1981)[4]
- заслуженный машиностроитель РСФСР (1985)
- орден Отечественной войны I степени (1985)[3]
- орден Отечественной войны II степени (1990)
- медаль «За отвагу» (20.09.1945)[3][18]
- Медаль «За победу над Японией» (1945)[3]
- Медаль «За освобождение Кореи» (1947)[3]
- Медаль «30 лет Советской Армии и Флота» (1948)[3]